# Actinodaphne philippinensis
Actinodaphne philippinensis là loài thực vật có hoa trong họ Nguyệt quế. Loài này được Merr. miêu tả khoa học đầu tiên năm 1906.